# Club Sportivo Ben Hur
O Club Sportivo Ben Hur é uma instituição desportiva argentina sediada na cidade de Rafaela, na Província de Santa Fé. Entre as principais atividades desportivas do clube estão: futebol, basquete, bocha, xadrez, hóquei e natação.
O basquete se torenou o principal esporte do clube a partir de 2002, ano no qual a equipe passou a integrar a Liga Nacional de Basquete (LNB) argentina. Na sua terceira participação no torneio, na temporada 2004-2005, o Ben Hur sagrou-se Campeão Nacional, numa equipe cujos principais jogadores eram Léo Gutiérrez e Leandro Palladino. No ano seguinte, em 2006, a equipe conquistou o primeiro título internacional de sua história, a Liga Sul-Americana.
A cor da camisa da equipe é branca e azul, com uma faixa diagonal no meio do peito, assim como nas camisas do River Plate e do Vasco.

## História
O clube foi fundado em 17 de junho de 1940. Um ano depois em 1941, o time de futebol do Ben Hur disputou pela primeira vez o Torneio da Liga Rafaelina de Futebol. No primeiro jogo, o time foi derrotado, em 27 de abril de 1941, por 4x0 pelo Almagro.
Em 1967, o Ben Hur conseguiu conquistar seu primeiro título, ao vencer a Liga Rafaelina, campeonato regional. A nível nacional, figurou no futebol da Segunda e Terceira Divisão do país, tendo como principal adversário local o Atlético de Rafaela.

## Títulos
| NACIONAIS | NACIONAIS                         | NACIONAIS | NACIONAIS |
|           | Competição                        | Títulos   | Temporadas |
| --------- | --------------------------------- | --------- | --- |
|           | Campeonato Argentino - 3° Divisão | 1         | Torneo Argentino A 2004-05 |
|           | Campeonato Argentino - 4° Divisão | 1         | Torneo Argentino B 1996-97 |
| REGIONAIS |                                   |           | |
|           | Competição                        | Títulos   | Temporadas |
|           | Liga Rafaelina                    | 17        | 1967, Torneo Clasificación 1992, Torneo Absoluto 1992, Torneo Clasificación 1993, Torneo Clasificación 1995, C.1997, Campeón Absoluto 1997, C.1998, A.1999, A.2000, Campeón Absoluto 2000, A.2013, Torneo Super Preparación 2014, A.2014, A 2017, A 2022, Campeón Absoluto 2022 |
|           | Copa Provincial - Santa Fe        | 1         | 1996 |